# Мсида
Мси́да (мальт. L-Imsida, англ. Msida) — портовый город на Мальте, расположенный на западе от столицы страны Валлетты

## История
Название города, предположительно, происходит от арабского слова, означающего «жилище рыбака». Также есть версия, что название происходит от «Омм Сидна», что означает «Матерь Господа нашего», так как в городе находилась часовня Пресвятой Девы Марии.
Мсида была основана как рыбацкий посёлок. Несмотря на то, что в наше время поселение в основном урбанизировано, часть населения до сих пор является рыбаками.
В 1867 году Мсида стала приходом. Город являлся важным поселением, так как находился на пересечении дорог. Но такое положение длилось недолго: уже в 1881 году из под управления прихода был выделен новый приход Хамрун. Позже территория продолжила уменьшаться, после выделения приходов Санта-Венера в 1918, Пьета в 1968 и Та-Ксбьекс в 1969. Сегодня лишь нижняя часть улицы Вилламброза остается напоминанием былого могущества Мсиды.
Сегодня Мсида — это оживленный университетский город. Развитие сосредоточено вокруг увеличения количества учащихся в университете, а также появления новых отраслей сферы услуг.

## География
Город граничит с городами Биркиркара, Гзира, Сан-Джуанн, Санта-Венера, Хамрун, Та-Шбиш и Пьета.
Город расположен в зоне средиземноморского климата с жарким сухим летом и короткой прохладной зимой.
Так как город окружен холмами, во время дождей потоки воды зачастую вызывают наводнения.

## Муниципальное деление
Мсида разделена на районы:
- Мизра иль-Барриери
- Мсида Яхт Марина
- Сватар
- Таль-Крок
- Иль-Вьед
- Та' Мьекси
- Та' Сисла
- Та' Зиза
- Тас-Салиб
- Тат-Тиган

## Население
Население Мсиды ранее насчитывало до 11,5 тысяч человек, но после сократилось до 6 тысяч. На данный момент население города составляет чуть более 7600 человек.

## Образование
В Мсиде, в районе Таль-Крок, расположен Университет Мальты. В 1968 году университет был перемещен сюда из Валлетты, а также был открыт новый медицинский факультет на базе госпиталя Св. Луки в соседней деревушке Гуардаманджа (на данный момент перенесён в новый госпиталь Матер Дей).
Так же в Мсиде расположены колледж Джованни Франческо Абела, Колледж Св. Мартина и государственный Медицинский колледж.

## Медицина
В пригороде Мсиды расположен главный госпиталь страны Матер Дей. Он был официально открыт в июне 2007 года премьер министром Мальты Лоренсом Гонци. Госпиталь занимает территорию в 232000 м² и имеет около 8000 помещений. В госпитале расположен медицинский факультет Мальтийского университета.

## Культура
Покровителем Мсиды является св. Иосиф. В честь него ежегодно в первое воскресенье после 16 июля устраивается полутора недельный фестиваль. Во время фестиваля проводится традиционная игра «Иль-Гостра».

## Достопримечательности
Приходская церковь Султана таль-Пачи в честь св. Иосифа и св. Дун Радза.[прояснить]

## Средства массовой информации
В городе выпускаются две газеты. Лейен иль-Мисидьяни, освещающая городские события, и Ид Фьид, выпускаемая приходской церковью, освещающая религиозные события и праздники.

## Спорт
В национальном футбольном чемпионате город представляет клуб Сент-Джосеф, играющий на данный момент во втором дивизионе.